# Jules Bastin (militair)
Jules Bastin (Roux, 23 maart 1889 - Groß-Rosen, 1 december 1944) was een Belgisch militair tijdens de Eerste Wereldoorlog en militair en verzetsstrijder tijdens de Tweede Wereldoorlog. Hij werd in 1946 postuum gepromoveerd tot generaal-majoor.

## Biografie
Jules Bastin werd geboren in een gezin uit de middenklasse. In 1905 meldde hij zich aan bij de Regimentsschool van het 13e Linieregiment in Dinant en op 18 november 1907 werd hij toegelaten tot de  Koninklijke Militaire School als student voor de 58e Infanterie-cavalerie. Nadat hij afstudeerde, werd hij ingedeeld bij de 3e Chasseurs à pied en drie jaar later werd hij op eigen verzoek overgeplaatst naar het 1e regiment Jagers te paard in Doornik. 

### Eerste Wereldoorlog
Toen Duitsland in 1914 de oorlog verklaarde, was Bastin al bevorderd tot luitenant. Hij geraakte op 16 augustus 1914 ernstig gewond tijdens de gevechten in Sart-Risbart en werd gevangengenomen door de Duitsers en overgebracht naar Duitsland. Hij werd beroemd tijdens zijn gevangenschap vanwege zijn herhaalde pogingen om te ontsnappen. Uiteindelijk slaagde hij erin bij zijn elfde poging en arriveerde op 2 december 1917 in Calais. Nadat hij hersteld was, hervatte hij zijn dienst, eerst bij zijn voormalig regiment en later bij het 1e en 7e Artillerieregiment. Op 28 december 1918 werd hij bevorderd tot kapitein.

### Interbellum
Tijdens het interbellum ging Bastin naar de Oorlogsschool (l'Ecole de Guerre), die hij op 23 januari 1923 verliet. Hij had verschillende militaire functies en diende bij een aantal regimenten. Bastin werd op 26 september 1934 luitenant-kolonel en op 26 maart 1939 bevorderd tot kolonel.

### Tweede Wereldoorlog
Aan het begin van de Tweede Wereldoorlog diende hij als kolonel bij het 1e Lansiers en tijdens de Achttiendaagse Veldtocht was hij stafchef van het Belgische cavaleriecorps. Na de capitulatie van het Belgisch Leger vluchtte Bastin via Duinkerke naar Engeland en keerde daarna terug naar Frankrijk waar hij zich beschikbaar stelde aan de Belgische regering. Door de ontwikkelingen in Frankrijk werd hij gedwongen terug te keren naar België waar hij contact opnam met de verzetsstrijders kolonel Robert Lentz en kapitein Charles Claser van het Belgisch Legioen.
Bastin werd op 27 november 1941 gearresteerd en voor een maand gevangengezet. Hij nam een eerste maal het bevel over van de Mobile reserve, opgericht door Lentz, commandant van de verzetsorganisatie, die hij later verving nadat deze gearresteerd werd op 8 mei 1942. In november 1942 nam Bastin de leiding van het Belgisch Legioen over van Claser toen die naar Londen vertrok.
Op 30 december 1942 stuurde de Belgische regering in ballingschap in Londen een bericht aan Bastin waarbij hij het opperbevel kreeg over het volledige Belgische verzet. Bastin werd op 27 april 1943 in Thier de Robermont in Luik gearresteerd samen met een aantal andere leiders nadat ze in de val gelokt waren, maar hij werd in juli weer vrijgelaten. Vervolgens werd hij op 24 november 1943 opnieuw gearresteerd en opgesloten in de gevangenis van Sint-Gillis. Op 5 februari 1944 werd Bastin als Nacht und Nebel-gevangene naar het concentratiekamp van Groß-Rosen getransporteerd waar hij op 1 december 1944 overleed. In 1946 werd hem postuum de rang van generaal-majoor toegekend.